# Orkut
Оркут је друштвена мрежа коју води и управља Гугл. Сврха му је да помогне корисницима да упознају нове пријатеље и одрже постојеће контакте. Сајт је добио назив по свом креатору Orkut Büyükkokten. Оркут је био један од најпосећенијих сајтова у Индији и Бразилу. Оригинално се управљало иѕ Калифорније, у августу 2008 Гугл је објавио да ће Оркут бити вођен, од стране Гугл Бразил у граду Бело Оризонте. То је одлучено због великог броја корисника у Бразилу и растућих правних проблема.. Од маја 2014 Алеха трафилинг рангирао је оркут.com 6101 и оркут.com.бр 4718 на свету.

## Карактеристике
Корисник Оркута може да дода веидеа на свој профил путем Јутјуба или Гугл Видеоа уз додатну опцију за стваранје ограничених или неограничених анкета за гласање корисничке заједнице. Постоји опција за интегрисање GTalk(гуглов инстант месинџер)са Оркутом која омогућава сетовање и дељење Фајлова. Тренутно GTalkје интегрисан у Оркуту - корисници могу четовати директно са Оркутом. Слично Фејсбуку, корисници могу да користе „лајк“ дугме да деле интересоавања са пријатељима.

## Теме
Нова карактеристика у Оркуту је мењање тема. Корисник може да мењају интерфејс из великог распона разноликих тема у библиотеци. Теме су тренутно могуће само у Индији, Бразилу и Пакистану.
Друге одлике сваки члан може да постане фан било ког пријатеља са листе и може да оцени да ли је његов пријатељ „поуздан“, „кул“, на сликама од 1 до 3 и све се то скупља у процентима. За разлику од фејсбука где члан може да види профилне детаље само људи на својој мрежи.
Оркут омогућава сваком да види свачији профил сем ако је потенцијалан посетилац на својој игнор листи(овај контак је скоро измењен тако да корисници могу да бирају да прикажу свој профил свим мрежама или само орећеним). Важније сваки члан може да органичи информације које се појављују на њиховим профилу од стране пријатеља и/или других(који нису на листи).
Још једна одлика је да сваки члан Оркута може да дода било ког другог члана на свој "Crush List" и обе стране ће бити информисане само ако обе додају једно другог на ту листу. Када се корисник улогује он види људе у својој листи пријатеља по редоследу њиховог улоговања на сајт. Прва особа је она која се последња улоговала. Оркутови конкуренти су други сајтови друштвених мрежа уклјучујући Мајспејс и Фејсбук.
Нингје директна конкуренција јер омогућава стварање друштвених мрежа које су сличне Оркутовој заједници.

## Редизајнирање
Прво редизајнирање 25.8.2007 Оркут је објавио нови дизајн и нови интерфејс(УИ), који се састоја од заобљених ивица и мекших боја, укуључујући мали логотип у горњем левом углу. Овај редизајн је био објављен на званичном Оркутовом блогу. До 30.8.2007 већина корисника је могла да види измене на својим профилним страницама по ново редизајну.
31.8.2007 Оркут је објавио нове податке укључујући и побољшања у научним вићењима пријатеља, 9 уместо 8 пријатеља се приказује на почетној и профилној страни и основни линкови на пријатеље саджаје одмах испод њихове прохилне слике док прегледаре њихове различите странице. И обављено је ипуштање Оркута на 6 нових језика Хинди, Бенгали, Маратхи, Тамил, Канада, Телуга. Наредни додаци су објављени у септембру 2007 којима су корисници били обавештени чим неки од пријатеља направи измене на профилу. 
 Друго редизајнирање - Нови Оркут 27.10.2009 Оркут је објавио друго реадизајнирану верзију. Корисници су могли да шаљу позиве пријатељима да проступе новој верзији. Нова верзија корити Google Web Toolkit али су корисници могли да се врате на стару верзију ако су хтели. Нови изглед је потпуно другачији, додато је још боје. Лого у називу има Му-Му Оркут. Корисници могу да се улогују преко свог мејл налога. Црна рупа порука ПРЕ измене корисници Оркута могли су да шаљу поруке преко скрапбука(као корисници фејсбука преко зида) и путем приватних порука. Новом верзијом је уведена контрола видљивости порука на зид тако да је избачено писање приватних порука, али то ограничење се није десило на кориснике старе верзије што је доводило до тога да корисник нове верзије не може да види поруке које су послате приватно.

## Контроверзе
Лажни профили као и на другим друштвеним мрежама, на Оркуту постоји велики број лажних или дуплираних профила. Због великог броја корисника и деактивацијом затвореног система профил често носу уклањани или су се лако реактивирали.
Групе које пропагирају мржњу белики број група које су биле фокусиране на нацизам и надмоћ беле расе су биле брисане. Оркут има Report Abuse (пријави насиље) додатак доступан свим зајеницама.
Државна цензура у Ирану био је вема популаран, али је данас блокиран од стране власти. Као разлог су навели питања националне сигурности, исламска етичка питања и проводаџисање. У Уједињеним Арапским Емиратима у августу 2006 је као и у Ирану блокиран.
Приватност у почетку су сви могли да виде свачије профиле, слике, видео материјале, али је то довело до злоупотребе. Слике жена су се постављена на другим сајтовима са лажним обично вулгарним подацима. Зато је Оркут омогућио да корисник може да ограничи број пријатеља који могу да виде албуме. Видљивост профила су могли да ограниче на одређене регион или групе региона (тв мрежу).

## Сигурност и безбедност
У децембру 2007 стотине хиљада корисника су биле погођене, коришћењем XSS рањивости система и црвом. Кориснички налог је био погођен када корисних пролита одређен скрап који садржи додатак који доводи до тога да корисник без своје сагласности постане део заједнице. Тада се његов налог користи за слање скрапа свим људима са његове листе.MW.Orc worm(црв) 19.6.2006 сигурности тим је открио црва названог МВ. Орц. Црв краде кориснокове банковне податке, корисничково име и лозинку ширењем кроз Оркут. Напад се активира када корисник покрене један извршни фајл маскиран као ЈПЕГ фајл. Он инсталира два додатна фајла на корисниковом компјутеру који шаље податке анонимлном креатору када корисник кликне на икону МОЈ КОМПЈУТЕР. Компанија је сповела привремено решење за опсаног црва. Управљање сесијом и аутентификацијом. Када се говори о рањивосто Оркута везано за питање аутентификације нарочито у сајберкафеима и (маин) нападима када може да се утурпира легитиман акаунт. Утврђено је да сесије могу да остану активне и 14 дана пошто се корисник излоговао зато што не прекида сесију. W32/KutWormer је црв кога је 19.12.2007 креирао корисник из Бразила познак као Rodrigo Lacerda , написан је у јаваскрипту и изаивао је пометњу. Заразио је више од 700000 корисника Оркта.

## Правна питања
Индија 2006 је на Оркту је постојала група „Мрзимо Индију“. Високи суд у Бомбају је наложио Гугл да укине ту групу. Имали су рок 6 недеља. Група је укинута али се направило више група - ми мрзимо оне који мрзе Индију. 2007 је полиција преконула рејв забаву на којој су коришћени психоактивне супстанце и дрога, а као сматрано је да су користили Оркут као начин комуникације међу зависницима.
Бразил 22.8.2006 Бразилски суд José Marcos Lunardelli наложио је Гуглу да омогући приступ 24 корисника Оркута из Бразила за које се веровало да су учествовали у трговини дрогом и децијом порнографијом.
 Гугл је то одбио на бази да се затражени подаци налазе на Гугловом серверу у САД, а не у Бразилу те стога нису предмет бразилског законодоавства.